# 岩城四十八館
岩城四十八館（いわきしじゅうはちたて）は、岩城氏によってにおかれた48の館の総称。
天文元年
- 磯見館
- 外城
- 高見館
- 荒川館
- 植田館
- 白水館
- 小松館
- 関小館
- 高森館
- 矢田館
- 船尾館
- 住吉館
- 磐出館
- 関内屋舗
- 持留館
- 片寄館
- 西郷館
- 林館
- 冨岡館
- 朝日館
- 小館
- 狐塚館
- 幕之内館
- 神谷館
- 汐見館
- 中島館
- 高部館
- 愛谷館
- 鯨岡館
- 白土館
- 小松館
- 高崎館
- 東山古館
- 大森館
- 中島館
- 絹谷館
- 小松館
- 内屋舗
- 中塩小館
- 玉山館
- 上船尾館
- 鎌田館
- 外城
- 内城
- 中山館
- 中山館
- 水野谷城